# آندره‌آ هایم
آندره‌آ هایم (آلمانی: Andrea Heim؛ زادهٔ ۱۱ فوریهٔ ۱۹۶۱) بازیکن والیبال اهل آلمان بود.